# Skollenborg
Skollenborg är en tidigare tätort i Kongsbergs kommun i Buskerud fylke i sydöstra Norge. Orten ligger vid Sørlandsbanan, där fylkesväg 40 möter fylkesväg 286 och fylkesväg 2777, på norra sidan av Numedalslågen, sydöst om staden Kongsberg.
Sedan 2015 räknas bebyggelsen i orten som en del av tätorten Kongsberg.
Tidigare har orten tillhört dåvarande Øvre Sandsværs kommun.